# Judyta Bawarska
Judyta Bawarska (ur. 805, zm. 19 lub 23 kwietnia 843) – córka hrabiego Welfa I i Jadwigi, kobiety z możnego saskiego rodu.
W 819 r. w Akwizgranie poślubiła cesarza Ludwika I Pobożnego (czerwiec 778 - 20 czerwca 840), syna cesarza Karola Wielkiego i jego drugiej żony, Hildegardy Sabaudzkiej, córki hrabiego Gerolda z Vinzgouw. Ludwik i Judyta mieli razem syna i córkę:
- Gisela (820 - 5 lipca 874), żona księcia Eberharda z Friuli, miała dzieci
- Karol II Łysy (13 czerwca 823 - 5/6 października 877), król Franków Zachodnich, cesarz

Judyta dążyła do zapewnienia Karolowi jakiejś dzielnicy, co jednak wywołało konflikt z synami Ludwika z jego pierwszego małżeństwa z Ermengardą. W 829 r. jeden z nich, Lotar I, oskarżył macochę o cudzołożny związek z Bernardem z Septymanii, który miał również być ojcem Karola. W 830 r. kolejny z braci, Pepin I Akwitański, obległ ojca i macochę w Compiegne. Para cesarska dostała się do niewoli, a Judytę osadzono w klasztorze św. Krzyża w Poitiers. Władzę przejął najstarszy z rodzeństwa, Lotar I, co nie spodobało się jego młodszym braciom, Pepinowi i Ludwikowi, którzy uwolnili ojca z klasztoru. Po kilkuletniej wojnie Lotar został wyparty do Italii, wcześniej raz jeszcze w latach 833-834 zdobywając władzę (Judyta znalazła się wtedy na wygnaniu w Tortonie). Sprawa apanażu dla Karola rozstrzygnęła się w 838 r., po śmierci Pepina. Ludwik, pomijając prawa swojego wnuka, Pepina II, oddał Akwitanię Karolowi.
Od czasów Judyty zaczyna się kariera rodu Welfów we frankijskim państwie. Obaj jej bracia uzyskali wysokie godności w cesarstwie. Jej siostra Emma poślubiła pasierba Judyty, Ludwika. Judyta zmarła w 843 r., trzy lata po swoim mężu. Została pochowana w kościele św. Marcina w Tours.
W 826 r. w Moguncji uczestniczyła w chrzcie Haralda Klaka.